# Nigel King
Pour les articles homonymes, voir King.
Nigel King est un navigateur professionnel et un skipper britannique, né en 1970.

## Biographie
Il habite à Lymingoth en Angleterre.

## Palmarès
- 2001 : 3e du EDS Atlantic Challenge
- 2004 : 2e de la Jaguar Cup - 14e de la Generali Solo - 6e de la Course des Falaises
- 2006 : 6e de la RORC - Record SNSM sur Ecover